# Laura Voutilainen

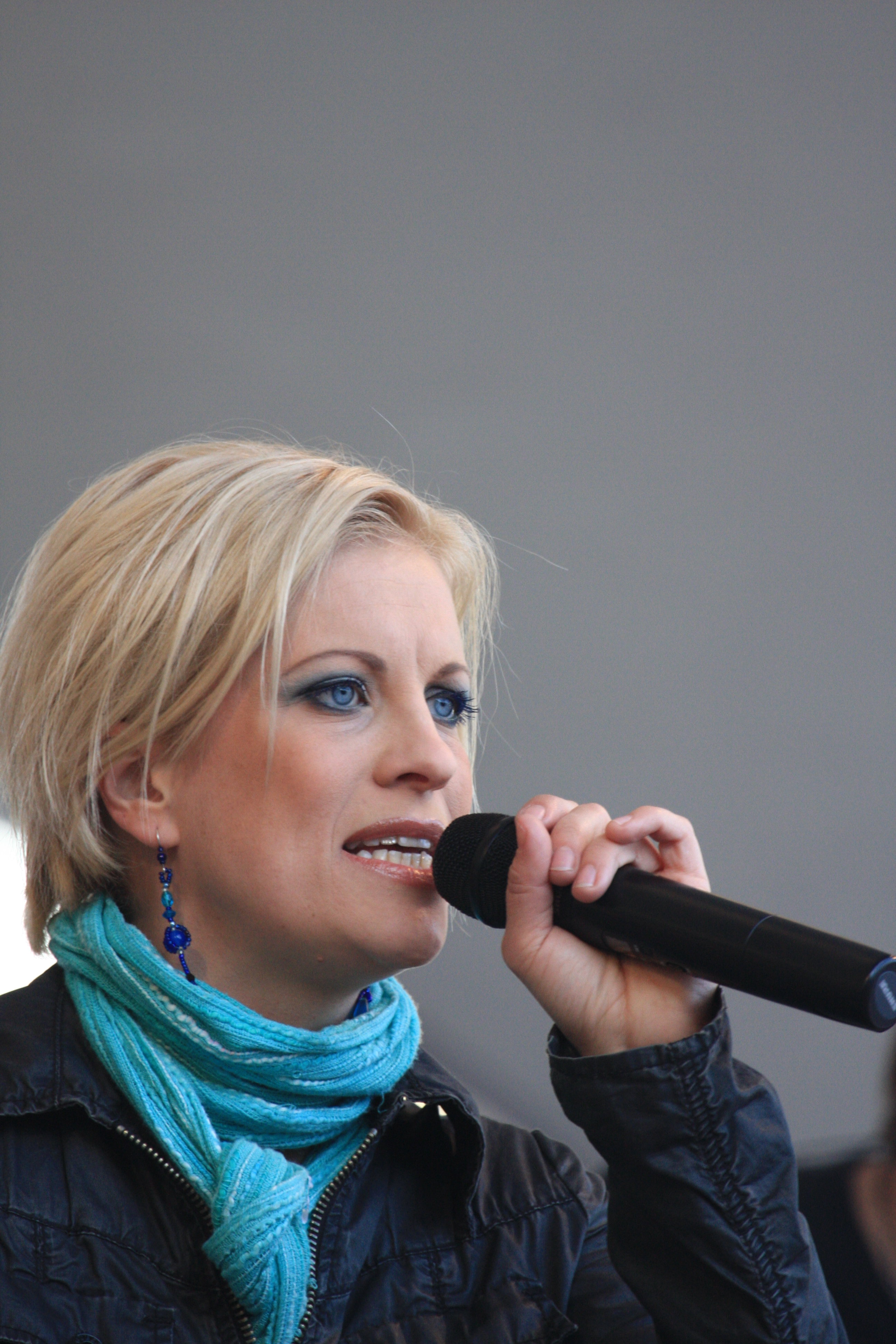
Laura Voutilainen

Laura Voutilainen (Jyväskylä, 17 mei 1975) is een Finse zangeres. Haar debuutsingle heette Muuttanut oon maailman. Haar grote doorbraak kwam in 1993 met de hit Kerran.
Een jaar later bracht ze haar eerste album uit, Laura Voutilainen. Er werden meer dan 120.000 exemplaren van verkocht. In totaal bracht ze twaalf albums uit. Sinds 1999 heeft ze haar eigen televisieshow.
Voutilainen won met haar lied Addicted to you in Tampere de nationale finale voor het Eurovisiesongfestival 2002. Tijdens de internationale finale werd ze twintigste. Ook in 2007 deed ze aan de nationale finale mee, eerst aan een deelfinale met de nummers Kosketa Mua en Take a Chance. Het laatste nummer kwam in de nationale finale terecht, maar behaalde slechts een vierde plaats.
In 2008 en 2010 werd ze verkozen tot beste vrouwelijke artiest bij de "Schlager van het jaar"-verkiezing in Finland. In 2010 werd ze tweede met haar danspartner in de Finse Dancing with the Stars. Voutilainen is getrouwd met Juha Heikkila.

## Discografie
Laura Voutilainen heeft de volgende albums uitgebracht:
- Laura Voutilainen (1994)
- Kaksi karttaa (1996)
- Lumikuningatar (1997)
- Etelän yössa (1998)
- Puolet sun auringosta (2001)
- Päiväkirja (2003)
- Tässä hetkessä (2005)
- Lauran päiväkirja - kaikki parhaat (2006)
- Kosketa mua (2007)
- Palaa (2008)
- Sydänjää (2009)
- Suurimmat hitit (Greatest hits) (2010)
- Ihmeitä (2011)
- KokoNainen (2013)
- Miks ei (2017)
- Minun tähteni (2019)

Daarnaast heeft ze vele singles en één ep uitgebracht.